# Ellen Wood
Ellen (Price) Wood (1814-1887) fue una escritora inglesa, que firmó la mayor parte de su obra con el nombre de Mrs. Henry Wood (Señora de Henry Wood). Escribió más de treinta novelas, muchas de las cuales, especialmente East Lynne, tuvieron notable popularidad. Aunque las historias resultan por lo general interesantes, no tienen un estilo distintivo.

## Vida

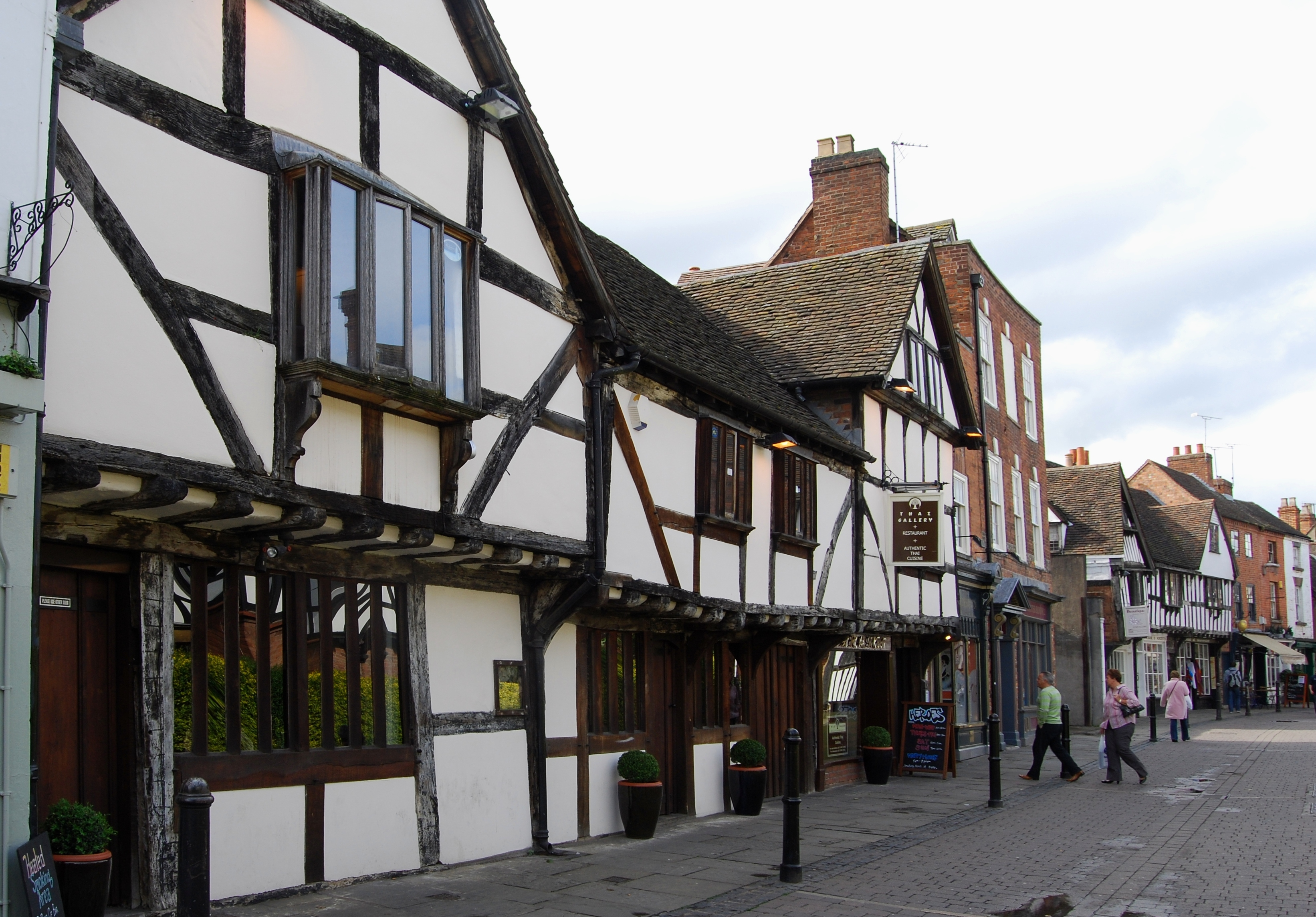
Edificio Worcester, cerca de donde se casó con Henry Wood.

Nacida en Worcester el 17 de enero de 1814, era la hija mayor de Thomas Price, quien había heredado de su padre una gran fábrica de guantes en Worcester. Su madre, Elizabeth, era hija de Robert Evans, de Grimley. Su padre, un hombre de gustos académicos, que gozaba de una alta estima entre el clero catedralicio de Worcester, sería representado con posterioridad como el Thomas Ashley de Mrs. Halliburton's Troubles. Por razones no del todo esclarecidas, pasó su infancia junto a sus abuelos, Mary y William Price, hasta la muerte de este último en 1821. Durante su estancia en aquella casa, los criados solían contarle a la pequeña Ellen historias de fantasmas locales, que la empujaron a interesarse por la comarca de Worcester, protagonista pasiva en The Channings (1862), Mrs. Halliburton's Troubles (1862), William Allair (1864-74), y algunos episodios de la serie de Johnny Ludlow. Desarrolló una memoria extraordinariamente retentiva, que ejercitó tanto sobre la historia general como sobre la familiar. Una grave dolencia en la columna vertebral la confinó a una silla de ruedas entre los trece y los diecisiete años, pero jamás se recuperaría del todo, ya que afectó a su normal desarrollo muscular: andaba algo encorvada, y no podía cargar con algo más pesado que un libro o una sombrilla. La mayoría de sus numerosas novelas habría de escribirlas en una silla reclinable con el manuscrito sobre sus rodillas.
Price se casó en 1836 en Whittington, cerca de Worcester, con Henry Wood, miembro prominente de una compañía de banca] y transporte marítimo, quien había estado durante algún tiempo en el servicio consular. Los siguientes veinte años de su vida los pasaría en el extranjero, principalmente en el Delfinado, de donde regresó con su marido en 1856 para instalarse en Norwood. Tuvieron cinco hijos, y uno de ellos, Charles, en la biografía de su madre, titulada Memorials of Mrs. Henry Wood (1894), asegura que sus progenitores fueron felices a pesar de que tenían poco en común. El apoyo de su esposo fue fundamental para los comienzos de su carrera literaria, firmando como «Mrs. Henry Wood» (la Señora de Henry Wood).
Debido a los problemas económicos de su familia a partir de 1856, derivados de unas desafortunadas inversiones llevadas a cabo por su marido, Ellen Price Wood mantuvo a flote la economía de su hogar gracias a su trabajo como escritora. Poco después de la muerte de su marido en 1866, Mrs. Henry Wood se mudó de Kensington a Saint John's Wood Park (South Hampstead). Allí viviría el resto de su vida, trabajando asiduamente en sus novelas. Al faltar su marido, la viuda se convirtió en editora de la revista The Argosy con la ayuda de su hijo Charles y, poco tiempo después, en su propietaria. Escribió y publicó hasta poco antes de su muerte, con setenta y tres años.
Sufría mucho de bronquitis, pero finalmente moriría de insuficiencia cardíaca el 10 de febrero de 1887. Fue enterrada el 16 de febrero en el cementerio de Highgate; el diseño del monumento en granito rojo fue copiado de la tumba de Escipión el Africano en Roma. Tal como se desprende de sus escritos, era una mujer estrictamente ortodoxa en lo clerical y una firme conservadora. Su hijo, Mr. Charles W. Wood, fue su biógrafo y durante varios años su compañero de trabajo en la edición de The Argosy.

## Carrera literaria
Durante la última parte de su estancia en el extranjero había contribuido mes tras mes con relatos cortos al Bentley's Miscellany y al New Monthly Magazine de Colburn. El propietario de estas revistas era Harrison Ainsworth, y su primo, Francis Ainsworth, que era el director, reconocería con posterioridad que durante algunos años las historias de Mrs. Henry Wood las habían mantenido a flote por sí solas. Por estas historias recibió una escasa recompensa. Su primera remuneración literaria llegó con una novela titulada Danesbury House (1860), escrita en el corto espacio de veintiocho días; se trata de un relato sobre la templanza que ganó un premio de 100 libras ofrecido por la Scottish Temperance League (Liga Escocesa por la Templanza); pero antes de esto había contribuido regularmente con relatos anónimos a publicaciones periódicas. Su primer gran éxito llegó con East Lynne (1861), una historia mucho más extensa que comenzó a publicarse a través de las páginas del New Monthly Magazine y obtuvo una enorme popularidad. La nueva novela fue sumamente elogiada por Mary Howitt, amiga de la escritora, y su fuerza dramática alertó a Ainsworth, que previó la pérdida de la «Scheherezade» de su revista. Surgió no obstante alguna dificultad para encontrar un editor de forma independiente para la obra, y dos firmas muy conocidas rechazaron el libro antes de que fuera aceptado por Bentley. Tras su aparición en el otoño de 1861 fue elogiada por el Athenæum y otros, pero su llamativo éxito fue en gran parte debido a la entusiasta reseña en The Times el 25 de enero de 1862. Las bibliotecas estaban en ese momento "copadas por ella, y los Spottiswoode [los impresores] tuvieron que trabajar día y noche". Fue traducida a la mayoría de las lenguas europeas y a varias orientales, y fue objeto de varias adaptaciones teatrales y de dieciséis versiones cinematográficas hasta que en 1931 el realizador norteamericano Frank Lloyd rodó su adaptación más memorable, nominada al Óscar a la Mejor Película. Se trata de un robusto drama sobre la doble personalidad y la bigamia que se convirtió rápidamente en un best seller. Mrs. Henry Wood nunca recibió ningún pago o royalty por parte de los adaptadores de su novela. East Lynne fue seguida en 1862 por dos novelas que alcanzaron una popularidad casi tan grande: Los problemas de la señora Halliburton y The Channings, en las que la escritora, con resultados muy afortunados, confía menos en una trama melodramática y más en lo autobiográfico y en el colorido local. En torno a esta misma época su historia A Life's Secret (El secreto de una vida) fue publicada de forma anónima por la Religious Tract Society en las páginas del Leisure Hour. La aparición de esta historia, que se ocupa del lado oscuro de las huelgas y los sindicatos, despertó enormemente la ira de ciertos agitadores, y una gran multitud se congregó en el exterior de la oficina editorial de la compañía y exigió con amenazas que el nombre del autor debía ser revelado. Siguieron El orgullo de Verner y La sombra de Ashlydyat, en 1863; Las hijas de Lord Oakburn, Oswald Cray y Trevlyn Hold, en 1864.
En 1867, siguiendo el ejemplo de Miss Braddon, quien tras el éxito de El secreto de Lady Audley había comenzado Belgravia, Mrs. Henry Wood se convirtió en directora y propietaria de The Argosy (con Bentley como editor), y en adelante contribuiría a sus páginas con lo mejor de su obra. En The Argosy publicaría la mayor parte de relatos protagonizados por Johnny Ludlow. Sus relaciones con Bentley, su editor, no experimentaron cambio alguno desde su primer éxito en adelante. De éstos su favorito era La sombra de Ashlydyat.
Ellen Price Wood publicó el primer relato de Johnny Ludlow, titulado Shaving the Ponies Tails, en enero de 1868, también en la revista The Argosy. Como curiosidad, señalar que el citado relato pretendía haber sido escrito por el mismísimo Ludlow. Este seudónimo, que acabó convirtiéndose en el mismo personaje (¡), le fue útil a la escritora para ocultar el hecho de que era la autora de gran parte del contenido de la revista. Con todo, la ocultación de la verdadera identidad de Johnny Ludlow se reveló como una astuta táctica comercial, y permaneció en secreto durante doce años, hasta mediados de 1880. Wood escribió más de ciento veinte entregas mensuales, entre novelettes y cuentos, de las peripecias de Ludlow. Incluso después de su muerte, se publicaron dos nuevas novelas y un cuento, y se completó la recopilación de todas las narraciones protagonizadas por el personaje en forma de libro. Este proyecto, que arrancó en vida de la escritora, lo forman seis volúmenes aparecidos en 1874, 1880, 1885, 1890 y 1899, editados por Macmillan & Co. y Richard Bentley Publisher. No todos sus cuentos ofrecen crímenes y misterios mundanos; en muchas de las historias los protagonistas procuran solucionar un suceso inexplicable o abiertamente sobrenatural. Aunque si examinamos los ochenta cuentos que integran la serie de Johnny Ludlow, comprobaremos que solamente diecisiete pueden considerarse ficción fantástica o de horror. Los cuentos de Johnny Ludlow contienen lo que es, con mucho y desde un punto de vista literario, su mejor trabajo. La confesión de la autoría supuso una sorpresa, porque algunos críticos habían sostenido que los cuentos, que son suaves, nada melodramáticos y, en sus mejores momentos, del estilo aproximado de Mrs. Gaskell, mostraban unas cualidades de las que se consideraba que carecía Mrs. Wood.
Entre las treinta y cinco novelas que produjo Mrs. Henry Wood, las mejores entre las aún no mencionadas eran Roland Yorke (1869), Dentro del laberinto (1872) y Edina (1876).
Parece ser que, a finales del siglo XIX, hubo un consenso unánime en torno a la calidad literaria de las historias sobre crime, violence, romance and mystery escritas por Ellen Price Wood, y protagonizadas por su más popular criatura de ficción, Johnny Ludlow. Pero este aprecio incondicional, desgraciadamente, forma parte del pasado. En la actualidad, muy pocos aficionados a la literatura fantástica y de misterio conocen la existencia de Johnny Ludlow, excepto por la ocasional reimpresión de alguna de sus historias en antologías más o menos especializadas.
Elogiadas en exceso en el momento de su primera aparición, las novelas de Mrs. Henry Wood han sido desde entonces excesivamente menospreciadas. Como hábil tejedora de tramas, no era inferior a Wilkie Collins, y como fiel delineadora de las costumbres y las ideas de la clase media baja de Inglaterra aventajaba a Mrs. Trollope. Escritora descuidada e incorregible desdeñadora tanto de la corrección gramatical como de la jurídica (en lo que respecta a los aspectos legales alrededor de los cuales giran muchas de sus historias), Mrs. Henry Wood es, no obstante y a su modo, una artista, y describe a personajes tan dispares como son los de Mr. Chattaway, Roland Yorke o, el mejor de todos, Johnny Ludlow, con una fidelidad a la vida que hace mucho por liberarla de la demasiado dramática acusación de vulgaridad. Su extraordinaria popularidad se debe en gran parte al hecho de que combina una representación más fiel y realista de la vida de la clase media con una total exención tanto de la pretensión de superioridad social como del desprecio intelectual que caracterizan el retrato de la clase media de Middlemarch. Las principales novelas de Mrs. Henry Wood, casi todas las cuales fueron publicadas en tres volúmenes y en Londres, son: